# Die Vaterlosen (Film)
Die Vaterlosen ist ein österreichischer Film von Marie Kreutzer und ihr Spielfilmdebüt. Nach der Premiere im Rahmen der 61. Berlinale im Februar 2011 kam der Film am 8. April in die österreichischen und am 4. August in die deutschen Kinos.

## Handlung
Als der gemeinsame Vater einer Hippiekommune stirbt, kommen die Geschwister wieder zusammen und treffen auch erstmals nach 20 Jahren auf die ihnen nahezu unbekannte Schwester Kyra. Als Kyra erfährt, dass ihre Existenz verschwiegen wurde, beginnt sie, alten Geheimnissen nachzuspüren. In Rückblenden erschließt sich dem Zuschauer nach und nach, was damals alles den Zerfall der Gemeinschaft verursachte. Die Zusammenkunft wird für alle zu einer aufwühlenden Reise in die eigene Vergangenheit, die starke Auswirkungen auf die Gegenwart und die Beziehungen der Paare und der Geschwister zueinander hat.

## Kritik
„Eine in vielen Rückblenden erzählte Familienzusammenführung, die sich fast manisch auf ihre Figuren konzentriert und deren komplexes Beziehungsgeflecht offen legt. Der klug erzählte, herausragend fotografierte Debütfilm arbeitet sich an den verdrängten Defiziten der antibürgerlichen Revolte ab, ohne dabei die Gegenwart der Protagonisten aus dem Blick zu verlieren.“

## Produktion
Die Arbeit am Drehbuch hatte im Frühjahr 2007 begonnen; gedreht wurde 2010 in Turnau und Aflenz in der Steiermark.

## Festivals und Preise
Der Film wurde am 13. Februar 2011 während der 61. Berlinale uraufgeführt, Kreutzer erhielt eine lobende Erwähnung in der Kategorie „Best First Feature“. Beim österreichischen Filmfestival Diagonale erhielt Die Vaterlosen im März 2011 vier Preise, darunter den Großen Preis des Festivals. Bei den Bozner Filmtagen 2011 wurde der Film als bester Spielfilm ausgezeichnet, beim Fünf-Seen-Festival mit dem Nachwuchspreis.